# 吉隆桑
吉隆桑（学名：Morus serrata）为桑科桑属下的一个种。

## 扩展阅读
- 維基物種上的相關：吉隆桑